# Солидор, Сюзи
Сюзи́ Солидо́р (фр. Suzy Solidor, собственно Suzanne Louise Marie Marion, 18 декабря 1900, Сен-Серван-сюр-Мер, ныне квартал Сен-Мало — 31 марта 1983, Ницца) — французская певица, актриса, модель, писательница.

## Биография
Сюзанна была внебрачной дочерью адвоката и депутата г. Сен-Мало Робера-Анри Сюрку (1868—1944), потомка легендарного корсара начала XIX в. Робера Сюрку; про своё пиратское происхождение певица впоследствии охотно рассказывала. В 1907 её мать вышла замуж за Эжена Прюдана Роше, который удочерил Сюзанну и дал ей фамилию. Сценическую фамилию Солидор Сюзанна Роше взяла по названию квартала в Сен-Серване, где одно время жила её семья.
После Первой мировой войны поселилась в Париже, служила манекенщицей у Жанны Ланвен, пела в кабаре. К этому времени относится её роман с известной собирательницей антиквариата Ивонной де Бремон д’Ар (1894—1976), с летчиком Жаном Мермозом (1901—1936), другом Сент-Экзюпери, и др.
С 1933 по 1946 выступала в открытом ею кабаре Парижская жизнь на улице Св. Анны (I округ столицы). В период оккупации кабаре посещали немецкие офицеры, Сюзи стала исполнять для них, первой во Франции, входившую в моду песенку Лили Марлен (после войны ей за сотрудничество с врагом было на пять лет запрещено выступать перед публикой). В 1952 открыла кафе «У Сюзи Солидор» на улице Бальзака (VIII округ). В начале 1960-х перебралась в городок Кань-сюр-Мер (Приморские Альпы), где завела антикварную лавку и кабаре, в котором пела до 1967. Не выходила замуж, лесбиянка.

## Модель
Одна из ярких символических фигур Парижа 1920—1930-х годов, Сюзи Солидор стала моделью для многих художников и скульпторов: её называли самой портретируемой женщиной всех времен и писали, ваяли, фотографировали Жорж Брак, Фрэнсис Бэкон, Вламинк, Кеес ван Донген, Дюфи, Кислинг, Кокто, Тамара Лемпицка, Мари Лорансен, Пикабиа, Пикассо, Ман Рэй, Фужита и многие другие. В 1973 Солидор подарила г. Кань-сюр-Мер сорок своих портретов, они находятся теперь в местном музее-замке Гримальди.

## Книги, театр, кино
Сюзи Солидор написала в 1930—1940-х годах несколько романов. Снималась в фильмах Жана де Лимюра (Свободная женщина, 1936, по одноименному роману Виктора Маргерита, с участием Арлетти, Эдит Пиаф и Мари Белл), Жана Эпштейна (Женщина с края света, 1937) и др., играла в Трёхгрошовой опере Брехта (театр де л’Этуаль).

## Признание
- О ней снят документальный фильм Алена Галле Странная судьба Сюзи Солидор.
- Диски с её песнями продолжают переиздаваться до нынешних дней.